# Del Norte (Kolorado)
Del Norte – miasto w Stanach Zjednoczonych, w stanie Kolorado, siedziba administracyjna hrabstwa Rio Grande.